# Amazing Spaces – Große Ideen für kleine Räume
Amazing Spaces – Große Ideen für kleine Räume (orig. George Clarke’s Amazing Spaces) ist eine seit 2012 in Großbritannien produzierte Dokumentarserie, die Wohnen und Arbeiten auf kleinem Raum behandelt.

## Konzept
Der Architekt George Clarke besucht bei der Sendung Amazing Spaces – Große Ideen für kleine Räume Menschen, die kleine Räume maximal nutzen. Mit viel Kreativität der Bauherren entstehen aus Pferdeboxen, Schiffscontainern, alten Wohnwagen oder Doppeldeckerbussen einzigartige Wohn- oder Arbeitsräume, die sich teils durch ihr klassisches, zumeist aber gewagtes und innovatives Design zur optimalen Nutzung der geringen Größe auszeichnen. Häufig werden Betten, Tische und Sitzgelegenheiten in Wände und Boden des Raumes integriert, sodass diese bei Bedarf ausgeklappt werden können. Ferner werden Hohlräume unter Sitzbänken, Hockern oder Betten als auch in Wänden und Böden als zusätzlicher Stauraum nutzbar gemacht.

## Ausstrahlung
In Großbritannien wird die Serie seit dem 23. Oktober 2012 auf Channel 4 ausgestrahlt. In Deutschland ist die Serie im Pay-TV bei RTL Living seit dem 21. Januar 2014 zu sehen. Im Free-TV läuft die Serie auf Kabel eins Doku unter dem Titel Amazing Spaces – So wohnt sonst keiner seit dem 20. April 2017.